# S (프로그래밍 언어)
S는 벨 연구소의 존 체임버스와 (이전 버전에서) 릭 베커, 앨런 윌크스가 개발한 통계적인 프로그래밍 언어이다. 체임버스의 말에 따르면, 이 언어의 목적은 "개념을 소프트웨어에 빠르고 미덥게 전환하는 것"이다.
S에는 두 가지 종류가 있다. 하나는 무료로 배포되는 버전, R, 그리고 상용 버전인 인사이트풀(Insightful)의 S-PLUS이다. S 언어의 버전 4는 줄여서 S4라고 하며 고급 객체 지향 기능을 제공한다. S4는 S3 계열에 비해 눈에 띄게 다르다.

## 같이 보기
- R (프로그래밍 언어)
- S-PLUS